# Myrtgerocactus lindsayi
Myrtgerocactus lindsayi är en kaktusväxtart som beskrevs av Reid Venable Moran. Myrtgerocactus lindsayi ingår i släktet Myrtgerocactus och familjen kaktusväxter. Inga underarter finns listade i Catalogue of Life.